# Obuse
Obuse (小布施町, Obuse-machi) est un bourg du district de Kamitakai, dans la préfecture de Nagano, au Japon.

## Géographie

### Démographie
Au 1er mai 2015, la population d'Obuse s'élevait à 10 794 habitants répartis sur une superficie de 19,12 km2.

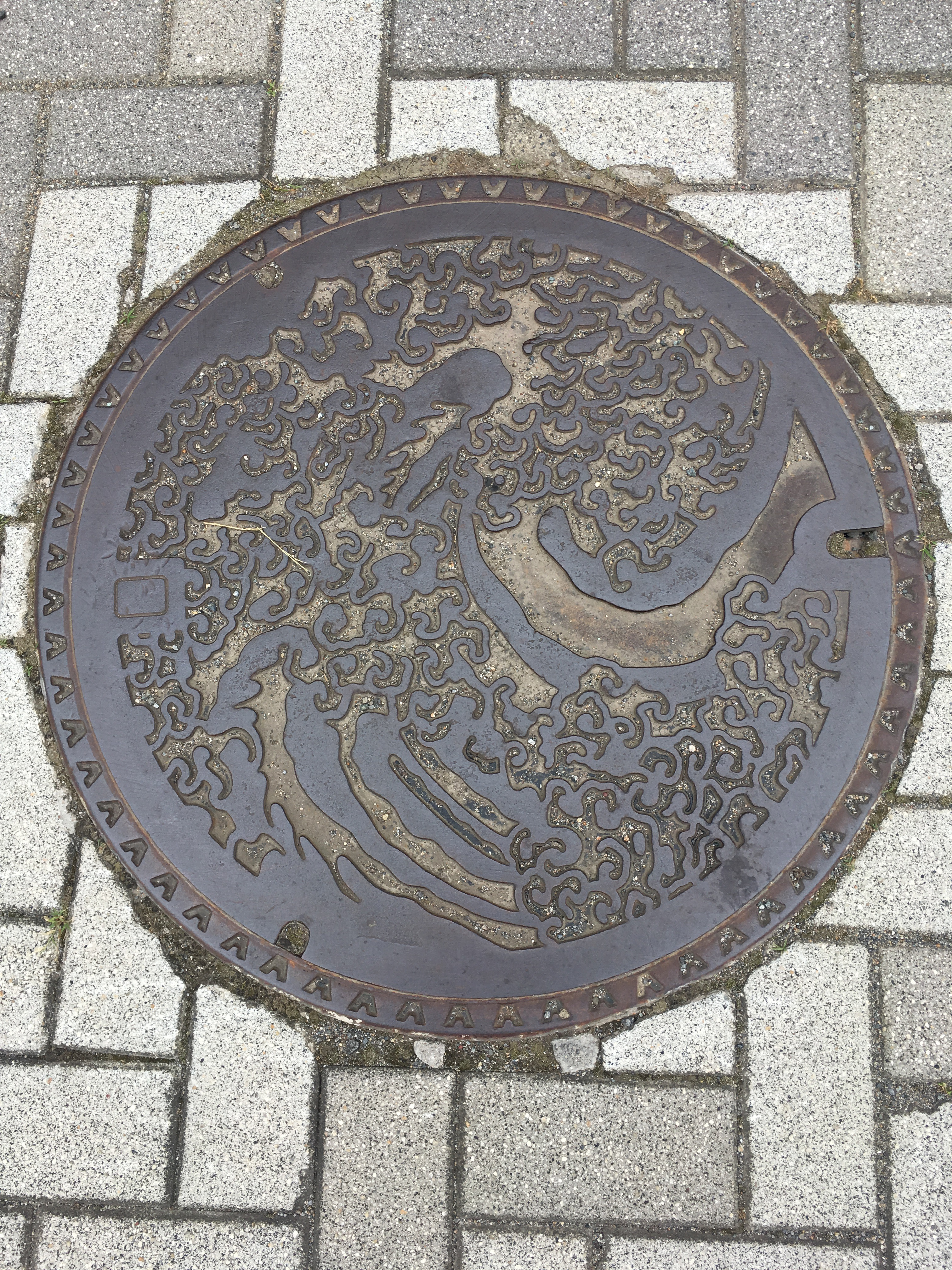
Une plaque d'égout reproduisant la Vague masculine de l'artiste japonais Hokusai dans le bourg d'Obuse. Hokusai a vécu de 1842 à 1846 dans ce bourg où un musée lui est consacré.